# Grupp C i kvalspelet till världsmästerskapet i fotboll 2014 (Caf)
| Nr | Lag             | S | V | O | F | GM | IM | MS  | P  |
| -- | --------------- | - | - | - | - | -- | -- | --- | -- |
| 1  | Elfenbenskusten | 6 | 4 | 2 | 0 | 15 | 5  | +10 | 14 |
| 2  | Marocko         | 6 | 2 | 3 | 1 | 9  | 8  | +1  | 9  |
| 3  | Tanzania        | 6 | 2 | 0 | 4 | 8  | 12 | −4  | 6  |
| 4  | Gambia          | 6 | 1 | 1 | 4 | 4  | 11 | −7  | 4  |

| Hemma \ Borta   | Elfenbenskusten | Gambia | Marocko | Tanzania |
| Elfenbenskusten | —               | 3-0    | 1–1     | 2–0      |
| Gambia          | 0–3             | —      | 1–1     | 2–0      |
| Marocko         | 2–2             | 2–0    | —       | 2–1      |
| Tanzania        | 2–4             | 2–1    | 3-1     | —        |

## Matcher
|           | 2 juni 2012 | Gambia     | 1 – 1           | Marocko    | Independence Stadium                                |                                                     |
| 16:30 UTC | 16:30 UTC   | Jammeh 15′ | (1 – 0) Rapport | Kharja 76′ | Bakau Publik: 15 000 Domare: Neant Alioum (Kamerun) | Bakau Publik: 15 000 Domare: Neant Alioum (Kamerun) |
| 16:30 UTC | 16:30 UTC   |            |                 |            | Bakau Publik: 15 000 Domare: Neant Alioum (Kamerun) | Bakau Publik: 15 000 Domare: Neant Alioum (Kamerun) |
| 16:30 UTC | 16:30 UTC   |            |                 |            | Bakau Publik: 15 000 Domare: Neant Alioum (Kamerun) | Bakau Publik: 15 000 Domare: Neant Alioum (Kamerun) |

|           | 2 juni 2012 | Elfenbenskusten      | 2 – 0           | Tanzania | Stade Félix Houphouët-Boigny                          |                                                       |
| 17:00 UTC | 17:00 UTC   | Kalou 10′ Drogba 71′ | (1 – 0) Rapport |          | Abidjan Publik: 15 000 Domare: Slim Jedidi (Tunisien) | Abidjan Publik: 15 000 Domare: Slim Jedidi (Tunisien) |
| 17:00 UTC | 17:00 UTC   |                      |                 |          | Abidjan Publik: 15 000 Domare: Slim Jedidi (Tunisien) | Abidjan Publik: 15 000 Domare: Slim Jedidi (Tunisien) |
| 17:00 UTC | 17:00 UTC   |                      |                 |          | Abidjan Publik: 15 000 Domare: Slim Jedidi (Tunisien) | Abidjan Publik: 15 000 Domare: Slim Jedidi (Tunisien) |

|             | 9 juni 2012 | Marocko                    | 2 – 2           | Elfenbenskusten       | Stade de Marrakech                                      |                                                         |
| 21:00 UTC+1 | 21:00 UTC+1 | Kharja 42′ Abourazzouk 89′ | (1 – 1) Rapport | Kalou 8′ K. Touré 60′ | Marrakech Publik: 36 000 Domare: Ghead Grisha (Egypten) | Marrakech Publik: 36 000 Domare: Ghead Grisha (Egypten) |
| 21:00 UTC+1 | 21:00 UTC+1 |                            |                 |                       | Marrakech Publik: 36 000 Domare: Ghead Grisha (Egypten) | Marrakech Publik: 36 000 Domare: Ghead Grisha (Egypten) |
| 21:00 UTC+1 | 21:00 UTC+1 |                            |                 |                       | Marrakech Publik: 36 000 Domare: Ghead Grisha (Egypten) | Marrakech Publik: 36 000 Domare: Ghead Grisha (Egypten) |

|             | 10 juni 2012 | Tanzania              | 2 – 1           | Gambia       | Benjamin Mkapa National Stadium                               |                                                               |
| 16:00 UTC+3 | 16:00 UTC+3  | Kapombe 61′ Nyoni 85′ | (0 – 1) Rapport | M. Ceesay 8′ | Dar es-Salaam Publik: 20 000 Domare: Ruzive Ruzive (Zimbabwe) | Dar es-Salaam Publik: 20 000 Domare: Ruzive Ruzive (Zimbabwe) |
| 16:00 UTC+3 | 16:00 UTC+3  |                       |                 |              | Dar es-Salaam Publik: 20 000 Domare: Ruzive Ruzive (Zimbabwe) | Dar es-Salaam Publik: 20 000 Domare: Ruzive Ruzive (Zimbabwe) |
| 16:00 UTC+3 | 16:00 UTC+3  |                       |                 |              | Dar es-Salaam Publik: 20 000 Domare: Ruzive Ruzive (Zimbabwe) | Dar es-Salaam Publik: 20 000 Domare: Ruzive Ruzive (Zimbabwe) |

|           | 23 mars 2013 | Elfenbenskusten                        | 3 – 0           | Gambia | Stade Félix Houphouët-Boigny                              |                                                           |
| 17:00 UTC | 17:00 UTC    | Bony 51′ (str.) Y. Touré 57′ Kalou 70′ | (0 – 0) Rapport |        | Abidjan Publik: 20 000 Domare: Eric Otogo-Castane (Gabon) | Abidjan Publik: 20 000 Domare: Eric Otogo-Castane (Gabon) |
| 17:00 UTC | 17:00 UTC    |                                        |                 |        | Abidjan Publik: 20 000 Domare: Eric Otogo-Castane (Gabon) | Abidjan Publik: 20 000 Domare: Eric Otogo-Castane (Gabon) |
| 17:00 UTC | 17:00 UTC    |                                        |                 |        | Abidjan Publik: 20 000 Domare: Eric Otogo-Castane (Gabon) | Abidjan Publik: 20 000 Domare: Eric Otogo-Castane (Gabon) |

|             | 24 mars 2013 | Tanzania                      | 3 – 1           | Marocko        | Benjamin Mkapa National Stadium                                          |                                                                          |
| 15:00 UTC+3 | 15:00 UTC+3  | Ulimwengu 46′ Samata 67′, 79′ | (0 – 0) Rapport | El-Arabi 90+3′ | Dar es-Salaam Publik: 40 000 Domare: Helder Martins De Carvalho (Angola) | Dar es-Salaam Publik: 40 000 Domare: Helder Martins De Carvalho (Angola) |
| 15:00 UTC+3 | 15:00 UTC+3  |                               |                 |                | Dar es-Salaam Publik: 40 000 Domare: Helder Martins De Carvalho (Angola) | Dar es-Salaam Publik: 40 000 Domare: Helder Martins De Carvalho (Angola) |
| 15:00 UTC+3 | 15:00 UTC+3  |                               |                 |                | Dar es-Salaam Publik: 40 000 Domare: Helder Martins De Carvalho (Angola) | Dar es-Salaam Publik: 40 000 Domare: Helder Martins De Carvalho (Angola) |

|           | 8 juni 2013 | Gambia | 0 – 3           | Elfenbenskusten                     | Independence Stadium                                |                                                     |
| 16:30 UTC | 16:30 UTC   |        | (0 – 1) Rapport | L. Traoré 12′ Bony 61′ Y. Touré 89′ | Bakau Publik: 24 000 Domare: Janny Sikazwe (Zambia) | Bakau Publik: 24 000 Domare: Janny Sikazwe (Zambia) |
| 16:30 UTC | 16:30 UTC   |        |                 |                                     | Bakau Publik: 24 000 Domare: Janny Sikazwe (Zambia) | Bakau Publik: 24 000 Domare: Janny Sikazwe (Zambia) |
| 16:30 UTC | 16:30 UTC   |        |                 |                                     | Bakau Publik: 24 000 Domare: Janny Sikazwe (Zambia) | Bakau Publik: 24 000 Domare: Janny Sikazwe (Zambia) |

|             | 8 juni 2013 | Marocko                       | 2 – 1           | Tanzania   | Stade de Marrakech                                          |                                                             |
| 21:00 UTC+1 | 21:00 UTC+1 | Hamed 39′ (str.) El-Arabi 51′ | (1 – 1) Rapport | Kiemba 26′ | Marrakech Publik: 15 000 Domare: Daniel Bennett (Sydafrika) | Marrakech Publik: 15 000 Domare: Daniel Bennett (Sydafrika) |
| 21:00 UTC+1 | 21:00 UTC+1 |                               |                 |            | Marrakech Publik: 15 000 Domare: Daniel Bennett (Sydafrika) | Marrakech Publik: 15 000 Domare: Daniel Bennett (Sydafrika) |
| 21:00 UTC+1 | 21:00 UTC+1 |                               |                 |            | Marrakech Publik: 15 000 Domare: Daniel Bennett (Sydafrika) | Marrakech Publik: 15 000 Domare: Daniel Bennett (Sydafrika) |

|             | 15 juni 2013 | Marocko                 | 2 – 0           | Gambia | Stade de Marrakech                         |                                            |
| 21:00 UTC+1 | 21:00 UTC+1  | Barrada 3′ Belhanda 51′ | (1 – 0) Rapport |        | Marrakech Domare: El Fadil Mohamed (Sudan) | Marrakech Domare: El Fadil Mohamed (Sudan) |
| 21:00 UTC+1 | 21:00 UTC+1  |                         |                 |        | Marrakech Domare: El Fadil Mohamed (Sudan) | Marrakech Domare: El Fadil Mohamed (Sudan) |
| 21:00 UTC+1 | 21:00 UTC+1  |                         |                 |        | Marrakech Domare: El Fadil Mohamed (Sudan) | Marrakech Domare: El Fadil Mohamed (Sudan) |

|             | 16 juni 2013 | Tanzania                | 2 – 4           | Elfenbenskusten                                   | Benjamin Mkapa National Stadium             |                                             |
| 15:00 UTC+3 | 15:00 UTC+3  | Kiemba 2′ Ulimwengu 35′ | (2 – 3) Rapport | L. Traoré 13′ Y. Touré 23′, 44′ (str.) Bony 90+3′ | Dar es-Salaam Domare: Mehdi Abid (Algeriet) | Dar es-Salaam Domare: Mehdi Abid (Algeriet) |
| 15:00 UTC+3 | 15:00 UTC+3  |                         |                 |                                                   | Dar es-Salaam Domare: Mehdi Abid (Algeriet) | Dar es-Salaam Domare: Mehdi Abid (Algeriet) |
| 15:00 UTC+3 | 15:00 UTC+3  |                         |                 |                                                   | Dar es-Salaam Domare: Mehdi Abid (Algeriet) | Dar es-Salaam Domare: Mehdi Abid (Algeriet) |

|           | 7 september 2013 | Elfenbenskusten   | 1 – 1           | Marocko      | Stade Félix Houphouët-Boigny                   |                                                |
| 16:30 UTC | 16:30 UTC        | Drogba 83′ (str.) | (0 – 0) Rapport | El-Arabi 53′ | Abidjan Domare: Bernard Camille (Seychellerna) | Abidjan Domare: Bernard Camille (Seychellerna) |
| 16:30 UTC | 16:30 UTC        |                   |                 |              | Abidjan Domare: Bernard Camille (Seychellerna) | Abidjan Domare: Bernard Camille (Seychellerna) |
| 16:30 UTC | 16:30 UTC        |                   |                 |              | Abidjan Domare: Bernard Camille (Seychellerna) | Abidjan Domare: Bernard Camille (Seychellerna) |

|           | 7 september 2013 | Gambia         | 2 – 0           | Tanzania | Independence Stadium                  |                                       |
| 17:00 UTC | 17:00 UTC        | Jarja 45′, 51′ | (1 – 0) Rapport |          | Bakau Domare: Hudu Munyemana (Rwanda) | Bakau Domare: Hudu Munyemana (Rwanda) |
| 17:00 UTC | 17:00 UTC        |                |                 |          | Bakau Domare: Hudu Munyemana (Rwanda) | Bakau Domare: Hudu Munyemana (Rwanda) |
| 17:00 UTC | 17:00 UTC        |                |                 |          | Bakau Domare: Hudu Munyemana (Rwanda) | Bakau Domare: Hudu Munyemana (Rwanda) |